# 装飾評伝
『装飾評伝』（そうしょくひょうでん）は、松本清張の短編小説。『文藝春秋』1958年6月号に掲載され、同年8月に短編集『装飾評伝』収録の表題作として、筑摩書房から刊行された。

## あらすじ
私が昭和六年に死んだ異端の画家・名和薛治のことを調べたら面白い発見があるかもしれないと思ったまま三年越しになった或る朝、名和薛治の親友・芦野信弘の死亡記事が眼に入る。芦野の遺族に会って話を聞き、結果によっては名和薛治を書きたいとの気持が起った私は、豪徳寺駅から世田谷の道を歩き芦野信弘の住んでいた家を訪問する。その家の奥から出てきた固い顔の感じの女が出てきて、芦野信弘の娘・陽子であると直感するが、陽子はぎすぎすした冷たい様子で私の質問を刎ね返す。
しかし、陽子の冷たい態度が私に反撥を起させ、一種の闘志となる。名和薛治は昭和三年ごろから寓居を引き払って、画は一枚も描かずに、花街に流連して酒に浸ったが、名和が晩年になって何故そんな妙な崩れ方をしたのか不思議であった。私は名和の同志のひとりであった葉山光介の邸を訪れるが、葉山は「芦野に会えたとしても何も話すまい」「芦野は名和と知り合って駄目になった気の毒な男だ」と云い、その含みを私は十分に理解できたが、次に葉山はふと「あの細君も自殺したね」という言葉を洩らし、帰りがけに「ほう、君は陽子に会ったのか？」「似てるだろう？」と云う。

## エピソード
- 著者は「「装飾評伝」は、いわゆる伝記物にある虚飾性を突いてみたかった」「とかく書かれている人を称賛するために著者または編者の主観がはいって、批判が無視または忘れられている。資料も当人によって都合の悪いところはすてられるか、ぼかされてある。いわゆる評伝式のものの多くは「装飾的」なものだと考えて小説にしたのがこれである。発表当時、モデルは岸田劉生ではないかと言われたが、劉生がモデルでないにしても、それらしい性格は取り入れてある。もっとも、劉生らしきもののみならずいろいろな人を入れ混ぜてあるから、モデルうんぬんにはいささか当惑する」と記している[1]。
- 文芸評論家の平野謙は、歴史学者の桑田忠親が発表した本作感想の大意を示しつつ、「注意すべきは、（桑田忠親が）本作の主人公を実在の人物をモデルにしたと信じて疑わない点だろう」「ひとりのすぐれた歴史家をさえ一杯くわせたところに、この作品のリアリティの保証をみたいと思うものである」と述べている[2]。
- 美術評論家の田中穣は「「装飾評伝」は、どこまでも小説である」としつつ「にもかかわらず、「装飾評伝」の人物や、かれらを取り巻く画壇の情況には、大正から昭和初年にかけての日本の洋画壇が、そっくり借りられている感じを受ける。そのままモデル小説を読んでいる気がするのだ」と述べている[3]。
- 日本近代文学研究者の花田俊典は「「装飾評伝」はフィクションである。けれども、岸田劉生晩年の破綻の背後に「性」の情念が潜んでいたという意味でなら、こののちの「劉生晩景」（「岸田劉生晩景」に改題）に至るまでも、この構図はそのまま一貫している」と述べている[4]。